# Tour d'Italie 1988
La 71e édition du Tour d'Italie s'élance de Urbino le 23 mai 1988 et arrive à Vittorio Veneto le 12 juin. Long de 3 579 kilomètres, ce Giro est remporté par l'Américain Andrew Hampsten.

## Équipes participantes
| N.    | Code | Équipe                       |
| ----- | ---- | ---------------------------- |
| 1-9   | ALB  | Alba Cucine-Benotto-Sidermec |
| 11-19 | ALF  | Alfa Lum-Legnano-Ecoflam     |
| 21-29 | ATA  | Atala-Ofmega                 |
| 31-39 | CAR  | Carrera-Vagabond             |
| 41-49 | ARI  | Ariostea-Gres                |
| 51-59 | DEL  | Del Tongo-Colnago-Zanussi    |
| 61-69 | FAN  | Fanini-Seven Up              |
| 71-79 | GEW  | Gewiss-Bianchi               |
| 81-89 | GIS  | Gis Gelati-Ecoflam           |
| 91-99 | CYN  | Cyndarella-Magniflex         |

| N.      | Code | Équipe                      |
| ------- | ---- | --------------------------- |
| 101-109 | MAL  | Malvor-Bottecchia           |
| 111-119 | ISO  | Isoglass-Mosoca             |
| 121-129 | PAN  | Panasonic-Isostar           |
| 131-139 | PDM  | PDM-Ultima-Concorde         |
| 141-149 | REY  | Reynolds-Reinolon-Pinarello |
| 151-159 | CHA  | Chateau d'Ax Salotti        |
| 161-169 | SEL  | Selca-Ciclolinea-Conti      |
| 171-179 | 7EL  | 7-Eleven-Hoonved            |
| 181-189 | TOS  | Toshiba                     |
| 191-199 | ZAH  | Zahor Chocolates-Pralin     |

## Étapes
| Étape      | Date     | Villes étapes                                     | km       | Vainqueur d'étape     | Leader du classement général |
| 1re étape  | 23 mai   | Urbino – Urbino                                   | 9 (CLM)  | Jean-François Bernard | Jean-François Bernard        |
| 2e étape   | 24 mai   | Urbino – Ascoli Piceno                            | 230      | Guido Bontempi        | Jean-François Bernard        |
| 3e étape   | 25 mai   | Ascoli Piceno – Vasto                             | 184      | Stephan Joho          | Jean-François Bernard        |
| 4ea étape  | 26 mai   | Vasto – Rodi Garganico                            | 123      | Massimo Podenzana     | Massimo Podenzana            |
| 4eb étape  | 26 mai   | Rodi Garganico – Vieste                           | 40 (CLM) | Del Tongo             | Massimo Podenzana            |
| 5e étape   | 27 mai   | Vieste – Santa Maria Capua Vetere                 | 260      | Guido Bontempi        | Massimo Podenzana            |
| 6e étape   | 28 mai   | Santa Maria Capua Vetere – Campitello Matese (it) | 137      | Franco Chioccioli     | Massimo Podenzana            |
| 7e étape   | 29 mai   | San Massimo – Avezzano                            | 178      | Andreas Kappes        | Massimo Podenzana            |
| 8e étape   | 30 mai   | Avezzano – Chianciano Terme                       | 251      | Jean-François Bernard | Massimo Podenzana            |
| 9e étape   | 31 mai   | Pienza – Marina di Massa                          | 235      | Alessio Di Basco      | Massimo Podenzana            |
| 10e étape  | 1er juin | Carrare – Salsomaggiore Terme                     | 190      | Paolo Rosola          | Massimo Podenzana            |
| 11e étape  | 2 juin   | Parme – Colle Don Bosco (it)                      | 229      | Annulée               | Massimo Podenzana            |
| 12e étape  | 3 juin   | Novara – Selvino                                  | 205      | Andrew Hampsten       | Franco Chioccioli            |
| 13e étape  | 4 juin   | Bergame – Chiesa in Valmalenco                    | 129      | Tony Rominger         | Franco Chioccioli            |
| 14e étape  | 5 juin   | Chiesa in Valmalenco – Bormio                     | 120      | Erik Breukink         | Andrew Hampsten              |
| 15e étape  | 6 juin   | Spondinig/Spondigna – Meran 2000/Merano 2000      | 83       | Jean-François Bernard | Andrew Hampsten              |
| 16e étape  | 7 juin   | Merano – Innsbrück                                | 176      | Franco Vona           | Andrew Hampsten              |
| 17e étape  | 8 juin   | Innsbrück – Borgo Valsugana                       | 221      | Patrizio Gambirasio   | Andrew Hampsten              |
| 18e étape  | 9 juin   | Levico Terme – Vetriolo Terme                     | 18 (CLM) | Andrew Hampsten       | Andrew Hampsten              |
| 19e étape  | 10 juin  | Borgo Valsugana – Arta Terme                      | 233      | Stefano Giuliani      | Andrew Hampsten              |
| 20e étape  | 11 juin  | Arta Terme – Lido di Jesolo                       | 212      | Paolo Rosola          | Andrew Hampsten              |
| 21ea étape | 12 juin  | Jesolo – Vittorio Veneto                          | 73       | Urs Freuler           | Andrew Hampsten              |
| 21eb étape | 12 juin  | Vittorio Veneto – Vittorio Veneto                 | 53 (CLM) | Lech Piasecki         | Andrew Hampsten              |

## Classements finals

### Classement général final
| \| Classement général \| Classement général \| Classement général \| Classement général \| Classement général \| \| Coureur \| Coureur \| Pays \| Équipe \| Temps \| \| ------------------ \| -------------------- \| ------------------ \| ------------------------------ \| ------------------ \| \| 1er \| Andrew Hampsten \| États-Unis \| 7 Eleven-Hoonved \| 97 h 18 min 56 s \| \| 2e \| Erik Breukink \| Pays-Bas \| Panasonic-Isostar-Colnago-Agu \| + 1 min 43 s \| \| 3e \| Urs Zimmermann \| Suisse \| Carrera Jeans-Vagabond \| + 2 min 45 s \| \| 4e \| Flavio Giupponi \| Italie \| Del Tongo-Colnago \| + 6 min 56 s \| \| 5e \| Franco Chioccioli \| Italie \| Del Tongo-Colnago \| + 13 min 20 s \| \| 6e \| Marco Giovannetti \| Italie \| Gis Gelati-Ecoflam-Jollyscarpe \| + 15 min 20 s \| \| 7e \| Pedro Delgado \| Espagne \| Reynolds \| + 17 min 02 s \| \| 8e \| Peter Winnen \| Pays-Bas \| Panasonic-Isostar-Colnago-Agu \| + 18 min 14 s \| \| 9e \| Stefano Tomasini \| Italie \| Fanini-Seven Up \| + 27 min 01 s \| \| 10e \| Maurizio Vandelli \| Italie \| Atala-Ofmega \| + 27 min 02 s \| \| 11e \| Beat Breu \| Suisse \| Cyndarella-Isotonic \| + 28 min 17 s \| \| 12e \| Marc Madiot \| France \| Toshiba-Look \| + 28 min 17 s \| \| 13e \| Roberto Visentini \| Italie \| Carrera Jeans-Vagabond \| + 40 min 07 s \| \| 14e \| Raúl Alcalá \| Mexique \| 7 Eleven-Hoonved \| + 40 min 09 s \| \| 15e \| Franco Vona \| Italie \| Chateau d'Ax-Salotti \| + 43 min 31 s \| \| 16e \| Juan Tomás Martínez \| Espagne \| Zahor Chocolates-Macario \| + 49 min 12 s \| \| 17e \| Guy Nulens \| Belgique \| Panasonic-Isostar-Colnago-Agu \| + 53 min 49 s \| \| 18e \| Massimo Ghirotto \| Italie \| Carrera Jeans-Vagabond \| + 54 min 48 s \| \| 19e \| Alberto Volpi \| Italie \| Gewiss-Bianchi \| + 55 min 05 s \| \| 20e \| Emanuele Bombini \| Italie \| Gewiss-Bianchi \| + 55 min 33 s \| \| 21e \| Ennio Vanotti \| Italie \| Chateau d'Ax-Salotti \| + 57 min 39 s \| \| 22e \| Silvano Contini \| Italie \| Malvor-Bottecchia \| + 58 min 12 s \| \| 23e \| Helmut Wechselberger \| Autriche \| Malvor-Bottecchia \| + 59 min 17 s \| \| 24e \| Claudio Chiappucci \| Italie \| Carrera Jeans-Vagabond \| + 1 h 01 min 11 s \| \| 25e \| Marco Franceschini \| Italie \| Alba Cucine-Benotto \| + 1 h 01 min 22 s \| |                      |            |                                |                   |
| |                      |            |                                |                   |
| |                      |            |                                |                   |
| Classement général |                      |            |                                |                   |
| Coureur | Coureur              | Pays       | Équipe                         | Temps             |
| 1er | Andrew Hampsten      | États-Unis | 7 Eleven-Hoonved               | 97 h 18 min 56 s  |
| 2e | Erik Breukink        | Pays-Bas   | Panasonic-Isostar-Colnago-Agu  | + 1 min 43 s      |
| 3e | Urs Zimmermann       | Suisse     | Carrera Jeans-Vagabond         | + 2 min 45 s      |
| 4e | Flavio Giupponi      | Italie     | Del Tongo-Colnago              | + 6 min 56 s      |
| 5e | Franco Chioccioli    | Italie     | Del Tongo-Colnago              | + 13 min 20 s     |
| 6e | Marco Giovannetti    | Italie     | Gis Gelati-Ecoflam-Jollyscarpe | + 15 min 20 s     |
| 7e | Pedro Delgado        | Espagne    | Reynolds                       | + 17 min 02 s     |
| 8e | Peter Winnen         | Pays-Bas   | Panasonic-Isostar-Colnago-Agu  | + 18 min 14 s     |
| 9e | Stefano Tomasini     | Italie     | Fanini-Seven Up                | + 27 min 01 s     |
| 10e | Maurizio Vandelli    | Italie     | Atala-Ofmega                   | + 27 min 02 s     |
| 11e | Beat Breu            | Suisse     | Cyndarella-Isotonic            | + 28 min 17 s     |
| 12e | Marc Madiot          | France     | Toshiba-Look                   | + 28 min 17 s     |
| 13e | Roberto Visentini    | Italie     | Carrera Jeans-Vagabond         | + 40 min 07 s     |
| 14e | Raúl Alcalá          | Mexique    | 7 Eleven-Hoonved               | + 40 min 09 s     |
| 15e | Franco Vona          | Italie     | Chateau d'Ax-Salotti           | + 43 min 31 s     |
| 16e | Juan Tomás Martínez  | Espagne    | Zahor Chocolates-Macario       | + 49 min 12 s     |
| 17e | Guy Nulens           | Belgique   | Panasonic-Isostar-Colnago-Agu  | + 53 min 49 s     |
| 18e | Massimo Ghirotto     | Italie     | Carrera Jeans-Vagabond         | + 54 min 48 s     |
| 19e | Alberto Volpi        | Italie     | Gewiss-Bianchi                 | + 55 min 05 s     |
| 20e | Emanuele Bombini     | Italie     | Gewiss-Bianchi                 | + 55 min 33 s     |
| 21e | Ennio Vanotti        | Italie     | Chateau d'Ax-Salotti           | + 57 min 39 s     |
| 22e | Silvano Contini      | Italie     | Malvor-Bottecchia              | + 58 min 12 s     |
| 23e | Helmut Wechselberger | Autriche   | Malvor-Bottecchia              | + 59 min 17 s     |
| 24e | Claudio Chiappucci   | Italie     | Carrera Jeans-Vagabond         | + 1 h 01 min 11 s |
| 25e | Marco Franceschini   | Italie     | Alba Cucine-Benotto            | + 1 h 01 min 22 s |

### Classements annexes finals
| Classement par points | Classement par points | Classement par points | Classement par points          | Classement par points |
| Coureur               | Coureur               | Pays                  | Équipe                         | Points                |
| --------------------- | --------------------- | --------------------- | ------------------------------ | --------------------- |
| 1er                   | Johan van der Velde   | Pays-Bas              | Gis Gelati-Ecoflam-Jollyscarpe | 154 pts               |
| 2e                    | Rolf Sørensen         | Danemark              | Ariostea-Gres                  | 131 pts               |
| 3e                    | Andrew Hampsten       | États-Unis            | 7 Eleven-Hoonved               | 129 pts               |
| 4e                    | Alessio Di Basco      | Italie                | Fanini-Seven Up                | 117 pts               |
| 5e                    | Erik Breukink         | Pays-Bas              | Panasonic-Isostar-Colnago-Agu  | 115 pts               |

| Classement par points | Classement par points | Classement par points | Classement par points          | Classement par points |
| Coureur               | Coureur               | Pays                  | Équipe                         | Points                |
| --------------------- | --------------------- | --------------------- | ------------------------------ | --------------------- |
| 1er                   | Johan van der Velde   | Pays-Bas              | Gis Gelati-Ecoflam-Jollyscarpe | 154 pts               |
| 2e                    | Rolf Sørensen         | Danemark              | Ariostea-Gres                  | 131 pts               |
| 3e                    | Andrew Hampsten       | États-Unis            | 7 Eleven-Hoonved               | 129 pts               |
| 4e                    | Alessio Di Basco      | Italie                | Fanini-Seven Up                | 117 pts               |
| 5e                    | Erik Breukink         | Pays-Bas              | Panasonic-Isostar-Colnago-Agu  | 115 pts               |

| Classement de la montagne | Classement de la montagne | Classement de la montagne | Classement de la montagne | Classement de la montagne |
| Coureur                   | Coureur                   | Pays                      | Équipe                    | Points                    |
| ------------------------- | ------------------------- | ------------------------- | ------------------------- | ------------------------- |
| 1er                       | Andrew Hampsten           | États-Unis                | 7 Eleven-Hoonved          | 59 pts                    |
| 2e                        | Stefano Giuliani          | Italie                    | Chateau d'Ax-Salotti      | 55 pts                    |
| 3e                        | Renato Piccolo            | Italie                    | Gewiss-Bianchi            | 49 pts                    |
| 4e                        | Urs Zimmermann            | Suisse                    | Carrera Jeans-Vagabond    | 40 pts                    |
| 5e                        | Tony Rominger             | Suisse                    | Chateau d'Ax-Salotti      | 23 pts                    |

| Classement de la montagne | Classement de la montagne | Classement de la montagne | Classement de la montagne | Classement de la montagne |
| Coureur                   | Coureur                   | Pays                      | Équipe                    | Points                    |
| ------------------------- | ------------------------- | ------------------------- | ------------------------- | ------------------------- |
| 1er                       | Andrew Hampsten           | États-Unis                | 7 Eleven-Hoonved          | 59 pts                    |
| 2e                        | Stefano Giuliani          | Italie                    | Chateau d'Ax-Salotti      | 55 pts                    |
| 3e                        | Renato Piccolo            | Italie                    | Gewiss-Bianchi            | 49 pts                    |
| 4e                        | Urs Zimmermann            | Suisse                    | Carrera Jeans-Vagabond    | 40 pts                    |
| 5e                        | Tony Rominger             | Suisse                    | Chateau d'Ax-Salotti      | 23 pts                    |

| Classement du meilleur jeune | Classement du meilleur jeune | Classement du meilleur jeune | Classement du meilleur jeune | Classement du meilleur jeune |
| Coureur                      | Coureur                      | Pays                         | Équipe                       | Temps                        |
| ---------------------------- | ---------------------------- | ---------------------------- | ---------------------------- | ---------------------------- |
| 1er                          | Stefano Tomasini             | Italie                       | Fanini-Seven Up              | 97 h 45 min 57 s             |
| 2e                           | Franco Vona                  | Italie                       | Chateau d'Ax-Salotti         | + 15 min 30 s                |
| 3e                           | Helmut Wechselberger         | Autriche                     | Malvor-Bottecchia            | + 32 min 16 s                |
| 4e                           | Angelo Lecchi                | Italie                       | Del Tongo-Colnago            | + 37 min 37 s                |
| 5e                           | Javier Lukin                 | Espagne                      | Reynolds                     | + 43 min 20 s                |

| Classement du meilleur jeune | Classement du meilleur jeune | Classement du meilleur jeune | Classement du meilleur jeune | Classement du meilleur jeune |
| Coureur                      | Coureur                      | Pays                         | Équipe                       | Temps                        |
| ---------------------------- | ---------------------------- | ---------------------------- | ---------------------------- | ---------------------------- |
| 1er                          | Stefano Tomasini             | Italie                       | Fanini-Seven Up              | 97 h 45 min 57 s             |
| 2e                           | Franco Vona                  | Italie                       | Chateau d'Ax-Salotti         | + 15 min 30 s                |
| 3e                           | Helmut Wechselberger         | Autriche                     | Malvor-Bottecchia            | + 32 min 16 s                |
| 4e                           | Angelo Lecchi                | Italie                       | Del Tongo-Colnago            | + 37 min 37 s                |
| 5e                           | Javier Lukin                 | Espagne                      | Reynolds                     | + 43 min 20 s                |

| Classement du combiné | Classement du combiné | Classement du combiné | Classement du combiné         | Classement du combiné |
| Coureur               | Coureur               | Pays                  | Équipe                        | Points                |
| --------------------- | --------------------- | --------------------- | ----------------------------- | --------------------- |
| 1er                   | Andrew Hampsten       | États-Unis            | 7 Eleven-Hoonved              | 8 pts                 |
| 2e                    | Urs Zimmermann        | Suisse                | Carrera Jeans-Vagabond        | 12 pts                |
| 3e                    | Erik Breukink         | Pays-Bas              | Panasonic-Isostar-Colnago-Agu | 20 pts                |

| Classement du combiné | Classement du combiné | Classement du combiné | Classement du combiné         | Classement du combiné |
| Coureur               | Coureur               | Pays                  | Équipe                        | Points                |
| --------------------- | --------------------- | --------------------- | ----------------------------- | --------------------- |
| 1er                   | Andrew Hampsten       | États-Unis            | 7 Eleven-Hoonved              | 8 pts                 |
| 2e                    | Urs Zimmermann        | Suisse                | Carrera Jeans-Vagabond        | 12 pts                |
| 3e                    | Erik Breukink         | Pays-Bas              | Panasonic-Isostar-Colnago-Agu | 20 pts                |

#### Classement par équipes au temps
| Classement par équipes | Classement par équipes        | Classement par équipes | Classement par équipes |
| Équipe                 | Équipe                        | Pays                   | Temps                  |
| ---------------------- | ----------------------------- | ---------------------- | ---------------------- |
| 1re                    | Carrera Jeans-Vagabond        | Italie                 | 291 h 10 min 15 s      |
| 2e                     | Panasonic-Isostar-Colnago-Agu | Pays-Bas               | + 4 min 34 s           |
| 3e                     | Del Tongo-Colnago             | Italie                 | + 9 min 55 s           |
| 4e                     | 7 Eleven-Hoonved              | États-Unis             | + 34 min 44 s          |
| 5e                     | Reynolds                      | Espagne                | + 35 min 05 s          |

## Liste des coureurs
| Alba Cucine-Benotto       | Alba Cucine-Benotto       | Alba Cucine-Benotto       | Gewiss-Bianchi       | Gewiss-Bianchi       | Gewiss-Bianchi       | Reynolds-Reynolon-Pinarello | Reynolds-Reynolon-Pinarello | Reynolds-Reynolon-Pinarello |
| ------------------------- | ------------------------- | ------------------------- | -------------------- | -------------------- | -------------------- | --------------------------- | --------------------------- | --------------------------- |
| 1                         | Flavio Chesini            | 104º                      | 71                   | Luigi Furlan         | 97º                  | 141                         | Pedro Delgado               | 7º                          |
| 2                         | Stefano Colagè            | R 17ª                     | 72                   | Emanuele Bombini     | 20º                  | 142                         | Luis Javier Lukin           | 32º                         |
| 3                         | Marco Franceschini        | 25º                       | 73                   | Davide Cassani       | R 7ª                 | 143                         | José Luis Laguía            | 30º                         |
| 4                         | Enrico Galleschi          | 51º                       | 74                   | Roberto Pagnin       | 49º                  | 144                         | Omar Hernández              | 47º                         |
| 5                         | Alessandro Giannelli      | R 17ª                     | 75                   | Renato Piccolo       | 63º                  | 145                         | Dominique Arnaud            | 38º                         |
| 6                         | Enrico Grimani            | 122º                      | 76                   | Paolo Rosola         | 102º                 | 146                         | William Palacio             | R 12ª                       |
| 7                         | Rodolfo Massi             | R 6ª                      | 77                   | Ennio Salvador       | 73º                  | 147                         | Kari Myyrylainen            | R 10ª                       |
| 8                         | Mauro Antonio Santaromita | 34º                       | 78                   | Alberto Volpi        | 19º                  | 148                         | Jesús Rodríguez Magro       | 45º                         |
| 9                         | Claudio Savini            | 28º                       | 79                   | Jesper Worre         | 68º                  | 149                         | Melchor Mauri               | 98º                         |
| Alfa Lum-Legnano-Ecoflam  | Alfa Lum-Legnano-Ecoflam  | Alfa Lum-Legnano-Ecoflam  | Gis Gelati-Ecoflam   | Gis Gelati-Ecoflam   | Gis Gelati-Ecoflam   | Salotti Chateau d'Ax        | Salotti Chateau d'Ax        | Salotti Chateau d'Ax        |
| 11                        | Marino Amadori            | 26º                       | 81                   | Adriano Baffi        | R 14ª                | 151                         | Gianni Bugno                | R 4ª                        |
| 12                        | Luciano Boffo             | 108º                      | 82                   | Salvatore Cavallaro  | R 14ª                | 152                         | Tony Rominger               | 44º                         |
| 13                        | Daniele Caroli            | 116º                      | 83                   | Cesare Cipollini     | R 16ª                | 153                         | Claudio Corti               | 54º                         |
| 14                        | Orlando Maini             | R 19ª                     | 84                   | Daniele Del Ben      | 113º                 | 154                         | Stefano Allocchio           | 114º                        |
| 15                        | Camillo Passera           | R 19ª                     | 85                   | Federico Ghiotto     | 90º                  | 155                         | Giovanni Bottoia            | 121º                        |
| 16                        | Maurizio Rossi            | R 17ª                     | 86                   | Marco Giovannetti    | 6º                   | 156                         | Stefano Giuliani            | 56º                         |
| 17                        | Federico Longo            | NP 18ª                    | 87                   | Palmiro Masciarelli  | R 13ª                | 157                         | Alessandro Pozzi            | 76º                         |
| 18                        | Marco Zen                 | 83º                       | 88                   | Giuseppe Petito      | 106º                 | 158                         | Ennio Vanotti               | 21º                         |
| 19                        | Jiří Škoda                | 60º                       | 89                   | Johan van der Velde  | 65º                  | 159                         | Franco Vona                 | 15º                         |
| Atala-Ofmega              | Atala-Ofmega              | Atala-Ofmega              | Magniflex-Cyndarella | Magniflex-Cyndarella | Magniflex-Cyndarella | Selca-Ciclolinea-Conti      | Selca-Ciclolinea-Conti      | Selca-Ciclolinea-Conti      |
| 21                        | Gianbattista Bardelloni   | R 14ª                     | 91                   | Beat Breu            | 11º                  | 161                         | Daniele Asti                | R 12ª                       |
| 22                        | Tullio Cortinovis         | 87º                       | 92                   | Fabian Fuchs         | R 14ª                | 162                         | Roberto Conti               | 33º                         |
| 23                        | Giovanni Mantovani        | R 13ª                     | 93                   | Daniel Gisiger       | 92º                  | 163                         | Michele Moro                | 59º                         |
| 24                        | Silvio Martinello         | 107º                      | 94                   | Bruno Hürlimann      | 72º                  | 164                         | Dante Morandi               | 125º                        |
| 25                        | Mario Noris               | 96º                       | 95                   | Rolf Järmann         | 48º                  | 165                         | Moreno Musetti              | R 5ª                        |
| 26                        | Massimo Podenzana         | 41º                       | 96                   | Omar Pedretti        | R 6ª                 | 166                         | Patrizio Gambirasio         | 120º                        |
| 27                        | Claudio Vandelli          | 89º                       | 97                   | Pius Schwarzentruber | R 5ª                 | 167                         | Edoardo Rocchi              | 111º                        |
| 28                        | Maurizio Vandelli         | 10º                       | 98                   | Kurt Steinmann       | 71º                  | 168                         | Gianluca Brugnami           | R 16ª                       |
| 29                        | Marco Vitali              | 35º                       | 99                   | Werner Stutz         | 43º                  | 169                         | Fabrizio Vannucci           | 95º                         |
| Carrera-Vagabond          | Carrera-Vagabond          | Carrera-Vagabond          | Malvor-Sidi          | Malvor-Sidi          | Malvor-Sidi          | 7-Eleven-Hoonved            | 7-Eleven-Hoonved            | 7-Eleven-Hoonved            |
| 31                        | Roberto Visentini         | 13º                       | 101                  | Silvano Contini      | 22º                  | 171                         | Raúl Alcalá                 | 14º                         |
| 32                        | Urs Zimmermann            | 3º                        | 102                  | Gianni Faresin       | 50º                  | 172                         | Andrew Hampsten             | 1º                          |
| 33                        | Guido Bontempi            | 91º                       | 103                  | Gianpaolo Fregonese  | 64º                  | 173                         | Ron Kiefel                  | 62º                         |
| 34                        | Massimo Ghirotto          | 18º                       | 104                  | Silvano Lorenzon     | 85º                  | 174                         | Roy Knickman                | FTM 12ª                     |
| 35                        | Erich Mächler             | R 14ª                     | 105                  | Daniele Pizzol       | 81º                  | 175                         | Dag Otto Lauritzen          | NP 18ª                      |
| 36                        | Primož Čerin              | R 12ª                     | 106                  | Giovanni Strazzer    | 110º                 | 176                         | Davis Phinney               | 118º                        |
| 37                        | Claudio Chiappucci        | 24º                       | 107                  | Helmut Wechselberger | 23º                  | 177                         | Jeff Pierce                 | 46º                         |
| 38                        | Fabio Bordonali           | 84º                       | 108                  | Arno Wohlfahrter     | 99º                  | 178                         | Bob Roll                    | 61º                         |
| 39                        | Marco Votolo              | 78º                       | 109                  | Paul Popp            | 115º                 | 179                         | Jens Veggerby               | R 12ª                       |
| Ceramiche Ariostea-Gres   | Ceramiche Ariostea-Gres   | Ceramiche Ariostea-Gres   | Mosoca-Isoglass      | Mosoca-Isoglass      | Mosoca-Isoglass      | Toshiba                     | Toshiba                     | Toshiba                     |
| 41                        | Francesco Cesarini        | 88º                       | 111                  | Alfio Vandi          | 31º                  | 181                         | Jean-François Bernard       | NP 18ª                      |
| 42                        | Kjell Nilsson             | NP 17ª                    | 112                  | Hendrik Redant       | 124º                 | 182                         | Pierangelo Bincoletto       | 101º                        |
| 43                        | Stefan Joho               | NP 18ª                    | 113                  | Luc Ronsse           | 117º                 | 183                         | Andreas Kappes              | R 12ª                       |
| 44                        | Valerio Piva              | 100º                      | 114                  | Dirk Clarysse        | R 19ª                | 184                         | Johan Lammerts              | 105º                        |
| 45                        | Luciano Rabottini         | 53º                       | 115                  | Geert Vandewalle     | 123º                 | 185                         | Marc Madiot                 | 12º                         |
| 46                        | Fabio Roscioli            | FTM 19ª                   | 116                  | Domenico Cavallo     | R                    | 186                         | Pascal Poisson              | R 8ª                        |
| 47                        | Marco Saligari            | 93º                       | 117                  | Antonio Ferretti     | 112º                 | 187                         | Fabrice Philipot            | 37º                         |
| 48                        | Marcello Siboni           | 39º                       | 118                  | Daniël Wyder         | 58º                  | 188                         | Dominique Gaigne            | R 14ª                       |
| 49                        | Rolf Sørensen             | 42º                       | 119                  | Jan Erik Østergaard  | 119º                 | 189                         | Bjarne Riis                 | FTM 12ª                     |
| Del Tongo-Colnago-Zanussi | Del Tongo-Colnago-Zanussi | Del Tongo-Colnago-Zanussi | Panasonic-Isostar    | Panasonic-Isostar    | Panasonic-Isostar    | Zahor Chocolates-Pralin     | Zahor Chocolates-Pralin     | Zahor Chocolates-Pralin     |
| 51                        | Giuseppe Saronni          | 27º                       | 121                  | Erik Breukink        | 2º                   | 191                         | Juan Fernandez              | R 6ª                        |
| 52                        | Maurizio Piovani          | 70º                       | 122                  | Urs Freuler          | 82º                  | 192                         | Cyrille Fancello            | R 14ª                       |
| 53                        | Franco Chioccioli         | 5º                        | 123                  | Henk Lubberding      | 69º                  | 193                         | Benny Van Brabant           | R 19ª                       |
| 54                        | Flavio Giupponi           | 4º                        | 124                  | Guy Nulens           | 17º                  | 194                         | Ángel Ocaña                 | NP 14ª                      |
| 55                        | Angelo Lecchi             | 29º                       | 125                  | Allan Peiper         | 103º                 | 195                         | Juan Tomas Martínez         | 16º                         |
| 56                        | Luciano Loro              | 36º                       | 126                  | Theo de Rooij        | 79º                  | 196                         | Jesús Suárez Cueva          | 94º                         |
| 57                        | Czeslaw Lang              | 80º                       | 127                  | Eric Vanderaerden    | 75º                  | 197                         | Jesús Ignacio Ibáñez Loyo   | R 14ª                       |
| 58                        | Lech Piasecki             | 74º                       | 128                  | Teun van Vliet       | 57º                  | 198                         | Santiago Portillo           | 40º                         |
| 59                        | Luca Rota                 | 52º                       | 129                  | Peter Winnen         | 8º                   | 199                         | Juan Martin Zapatero        | R 6ª                        |
| Fanini-Seven Up           | Fanini-Seven Up           | Fanini-Seven Up           | PDM-Ultima-Concorde  | PDM-Ultima-Concorde  | PDM-Ultima-Concorde  |                             |                             |                             |
| 61                        | Stefano Tomasini          | 9º                        | 131                  | Greg LeMond          | NP 6ª                |                             |                             |                             |
| 62                        | Paolo Cimini              | R 6ª                      | 132                  | Vincent Barteau      | NP 9ª                |                             |                             |                             |
| 63                        | Pierino Gavazzi           | 67º                       | 133                  | Rudy Dhaenens        | R 14ª                |                             |                             |                             |
| 64                        | Alessio Di Basco          | 109º                      | 134                  | Jörg Müller          | 55º                  |                             |                             |                             |
| 65                        | Sergio Finazzi            | R 17ª                     | 135                  | Dag Erik Pedersen    | R 5ª                 |                             |                             |                             |
| 66                        | Alberto Elli              | 86º                       | 136                  | Steven Rooks         | R 14ª                |                             |                             |                             |
| 67                        | Luigi Botteon             | 77º                       | 137                  | Peter Stevenhaagen   | NP 6ª                |                             |                             |                             |
| 68                        | Maurizio Spreafico        | R 17ª                     | 138                  | Gert-Jan Theunisse   | NP 6ª                |                             |                             |                             |
| 69                        | Walter Brugna             | R 17ª                     | 139                  | Marc van Orsouw      | 66º                  |                             |                             |                             |